# Unterseeboot U-39 (1914)
Pour les autres navires du même nom, voir Unterseeboot 39.
L'Unterseeboot U-39 est un sous-marin allemand de type U 31 de la Kaiserliche Marine qui a opéré en mer Méditerranée pendant la Première Guerre mondiale. Il est connu comme le deuxième sous-marin le plus performant de la guerre, coulant 149 navires marchands pour un total de 404 774 tonneaux de jauge brute (TJB).
Son capitaine ayant servi le plus longtemps était le Kapitänleutnant Walter Forstmann, qui a reçu la croix Pour le Mérite alors qu’il commandait l'U-39.
Martin Niemöller a servi comme barreur sur l'U-39 de janvier à la mi-1917. Il est connu comme l’auteur du poème de 1946 Quand ils sont venus chercher.... Il a été emprisonné de 1938 à 1945 en tant qu’ennemi du Troisième Reich.
Karl Dönitz a servi en 1917 et 1918 comme officier chargé du quart sur ce bateau. Il devint plus tard Großadmiral, commandant en chef de la marine allemande, et le chef des restes du gouvernement nazi pendant les trois semaines qui suivirent la mort d’Adolf Hitler.

## Conception
Les sous-marins de type U 31 étaient des sous-marins océaniques à double coque, similaires aux sous-marins de type 23 et de type 27 par leurs dimensions. Ils n’en différaient que légèrement en termes de propulsion et de vitesse. Ils étaient considérés comme de très bons bateaux de haute mer, avec une manœuvrabilité moyenne et un pilotage facile en surface.
L'U-39 avait une longueur hors tout de 64,70 m. Sa coque pressurisée faisait 52,36 m de long. La largeur du bateau était de 6,32 m, et 4,05 m pour la coque pressurisée. Les U-Boote de type 31 avaient un tirant d'eau de 3,56 m et une hauteur totale de 7,68 à 8,04 m. Les bateaux avaient un déplacement de 685 tonnes en surface et 878 tonnes en immersion.
L'U-39 était équipé de deux moteurs Diesel à deux temps 6 cylindres Germania d’une puissance totale de 1850 ch (1361 kW) pour la navigation en surface, et de deux moteurs électriques à double effet Siemens-Schuckert d’une puissance totale de 1200 ch (883 kW) pour la navigation sous-marine. Ces moteurs entraînaient deux arbres d'hélice avec chacun une hélice de 1,60 m de diamètre, ce qui donnait au bateau une vitesse maximale de 16,4 nœuds (30,4 km/h) en surface et de 9,7 nœuds (18,0 km/h) en immersion. L’autonomie était de 8790 milles marins (16280 km) à la vitesse de croisière de 8 nœuds (15 km/h) en surface, et de 80 milles marins (150 km) à 5 nœuds (9,3 km/h) sous l’eau. La profondeur de plongée maximale était de 50 m.
Le sous-marin était armé de quatre tubes lance-torpilles de 50 cm, deux à l’avant et deux à l’arrière. Il transportait 6 torpilles. De plus, l’U-39 a été équipé en 1915 d’un canon de pont de 8,8 cm SK L/30, qui a été remplacé en 1916-1917 par un canon de pont de 10,5 cm. L’équipage du bateau était de 4 officiers et 31 matelots.

## Destin
Le 27 avril 1918, l'U-39 quitta Pola sous le commandement du Kapitänleutnant Heinrich Metzger pour des opérations en Méditerranée occidentale. Le 17 mai, l'U-39 opère avec l'UB-50 contre un convoi au nord d’Oran. Il coule le vapeur britannique Sculptor (4874 TJB) lors d’une attaque en immersion.
À 13 h 50 le 18 mai, alors qu’il était à la position 36° 36′ N, 0° 02′ O, l'U-39 a été attaqué par deux hydravions français. Il a plongé en catastrophe, mais lorsqu’il a atteint une profondeur de 12 mètres, deux bombes ont explosé très près. La salle des torpilles arrière a été inondée, les ailerons de plongée ont été détruits et le bateau a commencé à couler par la poupe. Le Kptlt. Metzger ordonna de vidanger aux ballasts pour que l'U-39 fasse surface, mais les lourds dommages subis l’empêchaient de plonger à nouveau. Metzger fut contraint de mettre le cap sur le port espagnol le plus proche, Carthagène. L'U-39 est de nouveau attaqué vers 17 h 00 par deux hydravions. Il a riposté avec ses canons et ses mitrailleuses. Les bombes ennemies n’ont causé aucun dommage, mais au cours de l’action, deux membres d’équipage (le marin Schulz et le chauffeur Hausottl) sont tombés par-dessus bord et ont été perdus. L'U-39 atteignit Carthagène dans la soirée et fut interné pour le reste de la guerre.
Il s’est rendu à la France le 22 mars 1919 et fut démantelé à Toulon en 1923.

## Affectations
- IIe flottille : de date de début inconnue au 15 septembre 1915.
- Flottille de Pola / Mittelmeer / Mittelmeer I : du 15 septembre 1915 au 18 mai 1918.

## Commandants
- Kapitänleutnant Hans Kratzsch[2] : du 13 janvier au 9 février 1915.
- Kptlt. Walther Forstmann[3] : du 11 février 1915 au 14 octobre 1917.
- Kptlt. Heinrich Metzger[4] : du 15 octobre 1917 au 18 mai 1918.

## Navires coulés
| Date              | Nom                     | Nationalité  | Tonnage | Destin.             |
| ----------------- | ----------------------- | ------------ | ------- | ------------------- |
| 1 mai 1915        | Balduin                 | Norvège      | 1059    | Coulé               |
| 1 mai 1915        | Elsa                    | Suède        | 120     | Coulé               |
| 2 mai 1915        | St. Louis No. 1         | Royaume-Uni  | 211     | Coulé               |
| 2 mai 1915        | Sunray                  | Royaume-Uni  | 165     | Coulé               |
| 3 mai 1915        | Scottish Queen          | Royaume-Uni  | 125     | Coulé               |
| 4 mai 1915        | Elsa                    | Suède        | 329     | Coulé               |
| 5 mai 1915        | Sceptre                 | Royaume-Uni  | 166     | Coulé               |
| 6 mai 1915        | Truro                   | Royaume-Uni  | 836     | Coulé               |
| 7 mai 1915        | Benington               | Royaume-Uni  | 131     | Coulé               |
| 10 mai 1915       | Olga                    | Danemark     | 798     | Capturé comme prise |
| 26 juin 1915      | Campania                | Royaume-Uni  | 167     | Coulé               |
| 29 juin 1915      | Cambuskenneth           | Norvège      | 1924    | Coulé               |
| 29 juin 1915      | Kotka                   | Norvège      | 952     | Endommagé           |
| 30 juin 1915      | Lomas                   | Royaume-Uni  | 3048    | Coulé               |
| 1 juillet 1915    | Caucasian               | Royaume-Uni  | 4656    | Coulé               |
| 1 juillet 1915    | Craigard                | Royaume-Uni  | 3286    | Coulé               |
| 1 juillet 1915    | Gadsby                  | Royaume-Uni  | 3497    | Coulé               |
| 1 juillet 1915    | Inglemoor               | Royaume-Uni  | 4331    | Coulé               |
| 1 juillet 1915    | Richmond                | Royaume-Uni  | 3214    | Coulé               |
| 2 juillet 1915    | Hirondelle              | France       | 183     | Coulé               |
| 2 juillet 1915    | Boduognat               | Belgique     | 1411    | Coulé               |
| 2 juillet 1915    | City of Edinburgh       | Royaume-Uni  | 6255    | Endommagé           |
| 3 juillet 1915    | Fiery Cross             | Norvège      | 1448    | Coulé               |
| 3 juillet 1915    | Larchmore               | Royaume-Uni  | 4355    | Coulé               |
| 3 juillet 1915    | Renfrew                 | Royaume-Uni  | 3488    | Coulé               |
| 4 juillet 1915    | Anglo-Californian       | Royaume-Uni  | 7333    | Endommagé           |
| 2 septembre 1915  | William T. Lewis        | Royaume-Uni  | 2166    | Endommagé           |
| 9 septembre 1915  | Cornubia                | Royaume-Uni  | 1736    | Coulé               |
| 9 septembre 1915  | L’Aude                  | France       | 2232    | Coulé               |
| 9 septembre 1915  | Ville De Mostaganem     | France       | 2648    | Coulé               |
| 28 septembre 1915 | H. C. Henry             | Canada       | 4219    | Coulé               |
| 29 septembre 1915 | Haydn                   | Royaume-Uni  | 3923    | Coulé               |
| 30 septembre 1915 | Cirene                  | Italie       | 3236    | Coulé               |
| 2 octobre 1915    | Sailor Prince           | Royaume-Uni  | 3144    | Coulé               |
| 7 octobre 1915    | Halizones               | Royaume-Uni  | 5093    | Coulé               |
| 8 octobre 1915    | Thorpwood               | Royaume-Uni  | 3184    | Coulé               |
| 9 octobre 1915    | Apollo                  | Royaume-Uni  | 3774    | Coulé               |
| 12 octobre 1915   | HMD Restore             | Royal Navy   | 93      | Coulé               |
| 30 novembre 1915  | Middleton               | Royaume-Uni  | 2506    | Coulé               |
| 3 décembre 1915   | Dante                   | Italie       | 889     | Coulé               |
| 3 décembre 1915   | Helmsmuir               | Royaume-Uni  | 4111    | Coulé               |
| 5 décembre 1915   | Petrolite               | États-Unis   | 3710    | Endommagé           |
| 5 décembre 1915   | Pietro Lofaro           | Italie       | 517     | Coulé               |
| 6 décembre 1915   | L. G. Goulandris        | Grèce        | 2123    | Coulé               |
| 7 décembre 1915   | Veria                   | Royaume-Uni  | 3229    | Coulé               |
| 9 décembre 1915   | Busiris                 | Royaume-Uni  | 2705    | Coulé               |
| 9 décembre 1915   | Orteric                 | Royaume-Uni  | 6535    | Coulé               |
| 10 décembre 1915  | Porto Said              | Italie       | 5301    | Coulé               |
| 18 décembre 1915  | HMD Lottie Leask        | Royal Navy   | 94      | Coulé               |
| 22 janvier 1916   | Norseman                | Royaume-Uni  | 9542    | Coulé               |
| 31 mars 1916      | Egeo                    | Italie       | 1787    | Coulé               |
| 31 mars 1916      | Riposto                 | Italie       | 1003    | Coulé               |
| 2 avril 1916      | Simla                   | Royaume-Uni  | 5884    | Coulé               |
| 3 avril 1916      | Clan Campbell           | Royaume-Uni  | 5897    | Coulé               |
| 4 avril 1916      | Giuseppe Padre          | Italie       | 184     | Coulé               |
| 4 avril 1916      | Maria Carmella Findari  | Italie       | 42      | Coulé               |
| 6 avril 1916      | Stjerneborg             | Danemark     | 1592    | Coulé               |
| 6 avril 1916      | Colbert                 | France       | 5394    | Endommagé           |
| 9 avril 1916      | Caledonia               | Danemark     | 1815    | Coulé               |
| 13 avril 1916     | Lipari                  | Italie       | 1539    | Coulé               |
| 20 mai 1916       | Redentore               | Italie       | 228     | Coulé               |
| 20 mai 1916       | Valsesia                | Italie       | 248     | Coulé               |
| 21 mai 1916       | Birmania                | Italie       | 2384    | Coulé               |
| 21 mai 1916       | Rosalia Madre           | Italie       | 251     | Coulé               |
| 23 mai 1916       | Hercules                | Italie       | 2704    | Coulé               |
| 23 mai 1916       | Maria Porto Di Salvezza | Italie       | 39      | Coulé               |
| 23 mai 1916       | Teresa Accame           | Italie       | 4742    | Endommagé           |
| 23 mai 1916       | Washington              | Italie       | 2819    | Coulé               |
| 24 mai 1916       | Aurrera                 | Espagne      | 2845    | Coulé               |
| 25 mai 1916       | Fratelli Bandiera       | Italie       | 3506    | Coulé               |
| 25 mai 1916       | Rita                    | Italie       | 200     | Coulé               |
| 27 mai 1916       | Mar Terso               | Italie       | 3778    | Coulé               |
| 27 mai 1916       | Trunkby                 | Royaume-Uni  | 2635    | Coulé               |
| 28 mai 1916       | Lady Ninian             | Royaume-Uni  | 4297    | Coulé               |
| 29 mai 1916       | Baron Vernon            | Royaume-Uni  | 1779    | Coulé               |
| 29 mai 1916       | Elmgrove                | Royaume-Uni  | 3018    | Coulé               |
| 29 mai 1916       | Southgarth              | Royaume-Uni  | 2414    | Coulé               |
| 30 mai 1916       | Baron Tweedmouth        | Royaume-Uni  | 5007    | Coulé               |
| 30 mai 1916       | Dalegarth               | Royaume-Uni  | 2265    | Coulé               |
| 30 mai 1916       | Hermesberg              | Italie       | 2884    | Coulé               |
| 30 mai 1916       | Rauma                   | Norvège      | 3047    | Coulé               |
| 1 juin 1916       | Dewsland                | Royaume-Uni  | 1993    | Coulé               |
| 1 juin 1916       | Salmonpool              | Royaume-Uni  | 4905    | Coulé               |
| 13 juillet 1916   | Silverton               | Royaume-Uni  | 2682    | Coulé               |
| 14 juillet 1916   | Antigua                 | Royaume-Uni  | 2876    | Coulé               |
| 14 juillet 1916   | Ecclesia                | Royaume-Uni  | 3714    | Coulé               |
| 15 juillet 1916   | Sylvie                  | Royaume-Uni  | 1354    | Coulé               |
| 16 juillet 1916   | Euphorbia               | Royaume-Uni  | 3837    | Coulé               |
| 16 juillet 1916   | Sirra                   | Italie       | 3203    | Coulé               |
| 16 juillet 1916   | Wiltonhall              | Royaume-Uni  | 3387    | Coulé               |
| 17 juillet 1916   | Angelo                  | Italie       | 3609    | Coulé               |
| 17 juillet 1916   | Rosemoor                | Royaume-Uni  | 4303    | Coulé               |
| 18 juillet 1916   | Llongwen                | Royaume-Uni  | 4683    | Coulé               |
| 20 juillet 1916   | Cettois                 | France       | 974     | Coulé               |
| 20 juillet 1916   | Grangemoor              | Royaume-Uni  | 3198    | Coulé               |
| 20 juillet 1916   | Karma                   | Royaume-Uni  | 3710    | Coulé               |
| 20 juillet 1916   | Yzer                    | Royaume-Uni  | 3538    | Coulé               |
| 21 juillet 1916   | Wolf                    | Royaume-Uni  | 2443    | Coulé               |
| 22 juillet 1916   | Knutsford               | Royaume-Uni  | 3842    | Coulé               |
| 22 juillet 1916   | Olive                   | Royaume-Uni  | 3678    | Coulé               |
| 23 juillet 1916   | Badminton               | Royaume-Uni  | 3847    | Coulé               |
| 24 juillet 1916   | Maria                   | Italie       | 198     | Coulé               |
| 29 juillet 1916   | Letimbro                | Italie       | 2210    | Coulé               |
| 29 juillet 1916   | Rosarina G.V.           | Italie       | 131     | Coulé               |
| 19 octobre 1916   | Penylan                 | Royaume-Uni  | 3875    | Coulé               |
| 20 octobre 1916   | Mombassa                | Royaume-Uni  | 4689    | Coulé               |
| 22 octobre 1916   | Cluden                  | Royaume-Uni  | 3166    | Coulé               |
| 22 octobre 1916   | Nina                    | Italie       | 3383    | Coulé               |
| 22 octobre 1916   | Ravn                    | Norvège      | 998     | Coulé               |
| 22 octobre 1916   | W. Harkess              | Royaume-Uni  | 1185    | Coulé               |
| 27 novembre 1916  | Margarita               | Grèce        | 1112    | Coulé               |
| 27 novembre 1916  | Reapwell                | Royaume-Uni  | 3417    | Coulé               |
| 28 novembre 1916  | King Malcolm            | Royaume-Uni  | 4351    | Coulé               |
| 28 novembre 1916  | Moresby                 | Royaume-Uni  | 1763    | Coulé               |
| 2 décembre 1916   | Istrar                  | Royaume-Uni  | 4582    | Coulé               |
| 3 décembre 1916   | Plata                   | Italie       | 1861    | Coulé               |
| 9 janvier 1917    | Baynesk                 | Royaume-Uni  | 3286    | Coulé               |
| 15 janvier 1917   | Garfield                | Royaume-Uni  | 3838    | Coulé               |
| 28 janvier 1917   | Amiral Magon            | France       | 5566    | Coulé, 203 morts    |
| 14 février 1917   | Torino                  | Italie       | 4159    | Coulé               |
| 15 février 1917   | Minas                   | Italie       | 2854    | Coulé, 870 morts    |
| 17 février 1917   | Ala                     | Italie       | 359     | Coulé               |
| 20 février 1917   | Rosalie                 | Royaume-Uni  | 4237    | Coulé               |
| 21 février 1917   | Wathfield               | Royaume-Uni  | 3012    | Coulé               |
| 22 février 1917   | Ville de Bougie         | France       | 508     | Coulé               |
| 23 février 1917   | Trojan Prince           | Royaume-Uni  | 3196    | Coulé               |
| 26 février 1917   | Burnby                  | Royaume-Uni  | 3665    | Coulé               |
| 3 mars 1917       | S. Anna S.              | Italie       | 41      | Coulé               |
| 3 juin 1917       | Petronilla Madre        | Italie       | 43      | Coulé               |
| 6 juin 1917       | Diane                   | France       | 590     | Coulé               |
| 8 juin 1917       | Huntstrick              | Royaume-Uni  | 8151    | Coulé               |
| 8 juin 1917       | Isle Of Jura            | Royaume-Uni  | 3809    | Coulé               |
| 8 juin 1917       | HMML 540                | Royal Navy   | 37      | Coulé               |
| 8 juin 1917       | HMML 541                | Royal Navy   | 37      | Coulé               |
| 8 juin 1917       | Valdieri                | Italie       | 4637    | Coulé               |
| 10 juin 1917      | Petrolite               | États-Unis   | 3710    | Coulé               |
| 11 juin 1917      | Wera                    | Empire russe | 476     | Coulé               |
| 12 juin 1917      | Gaita                   | Empire russe | 396     | Coulé               |
| 15 juin 1917      | Espinho                 | Portugal     | 740     | Coulé               |
| 19 juin 1917      | Kyma                    | Grèce        | 3420    | Coulé               |
| 20 juin 1917      | Eli Lindoe              | Norvège      | 1116    | Coulé               |
| 22 juin 1917      | Toro                    | Uruguay      | 1141    | Coulé               |
| 23 juin 1917      | Isère                   | France       | 2159    | Coulé               |
| 29 juillet 1917   | Manchester Commerce     | Royaume-Uni  | 4144    | Coulé               |
| 30 juillet 1917   | Carlo                   | Italie       | 5572    | Coulé               |
| 30 juillet 1917   | Ganges                  | Royaume-Uni  | 4177    | Coulé               |
| 31 juillet 1917   | Carolvore               | Norvège      | 1659    | Coulé               |
| 31 juillet 1917   | Ypres                   | Royaume-Uni  | 305     | Coulé               |
| 3 août 1917       | Halldor                 | Norvège      | 2919    | Coulé               |
| 5 août 1917       | Ryton                   | Royaume-Uni  | 3991    | Coulé               |
| 27 septembre 1917 | Swan River              | Royaume-Uni  | 4724    | Coulé               |
| 1 octobre 1917    | Mersario                | Royaume-Uni  | 3847    | Coulé               |
| 1 octobre 1917    | Normanton               | Royaume-Uni  | 3862    | Coulé               |
| 2 octobre 1917    | Almora                  | Royaume-Uni  | 4385    | Coulé               |
| 2 octobre 1917    | Hikosan Maru            | Japon        | 3555    | Coulé               |
| 2 octobre 1917    | Nuceria                 | Royaume-Uni  | 4702    | Coulé               |
| 14 novembre 1917  | Buenaventura            | Espagne      | 257     | Coulé               |
| 18 novembre 1917  | HMS Candytuft           | Royal Navy   | 1290    | Coulé               |
| 21 novembre 1917  | Schuylkill              | États-Unis   | 2720    | Coulé               |
| 23 novembre 1917  | Markella                | Grèce        | 1124    | Coulé               |
| 25 novembre 1917  | Karema                  | Royaume-Uni  | 5263    | Coulé               |
| 17 mai 1918       | Sculptor                | Royaume-Uni  | 4874    | Coulé               |